# Hygrochroa taperinha
Hygrochroa taperinha är en fjärilsart som beskrevs av Paul Dognin 1922. Hygrochroa taperinha ingår i släktet Hygrochroa och familjen silkesspinnare. Inga underarter finns listade i Catalogue of Life.